# Desmostachya
Desmostachya là một chi thực vật có hoa trong họ Hòa thảo (Poaceae).

## Loài
Chi Desmostachya gồm các loài: